# Silvanus Thompson

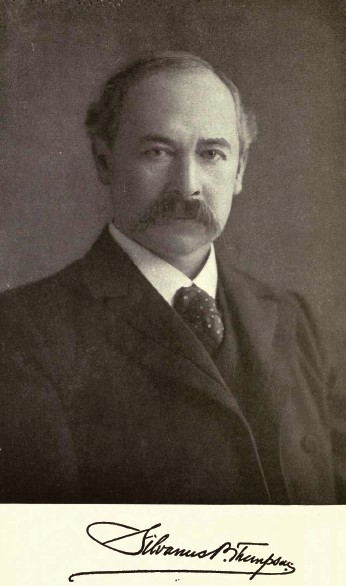
Portret en handtekening
Silvanus P. Thompson

Silvanus Phillips Thompson FRS (York, 19 juni 1851 – 12 juni 1916) was een Brits natuurkundige, elektrotechnicus en auteur. Zijn bekendste werk is het in 1910 gepubliceerd werk Calculus Made Easy over de fundamentele aspecten van de wiskundige analyse.

## Biografie
Thompson werd geboren in het jaar van de Great Exhibition, 1851, in een familie van Quakers. Zijn vader diende als hoofd van een Quakerschool in Bodham. Later, in 1873, werd Silvanus zelf hoofd wetenschap aan de Bodhamschool.
Op 11 februari 1876 hoorde hij een avondlezing van William Crookes aan de Royal Institution over The Mechanical Action of Light waarin Crookes zijn lichtmolentje of radiometer demonstreerde. Thompson raakte geïntrigeerd en begon zich te interesseren in licht en optica (zijn andere belangrijke interessegebied was elektromagnetisme). Datzelfde jaar, 1876, werd hij aangesteld als lector in de natuurkunde aan de University College in Bristal, twee jaar later werd hij er benoemd tot hoogleraar.
In 1878 werd de City and Guilds of London Institute for the Advancement of Technical Education opgericht. De Finsbury Technical College was een onderwijsinstelling gecreëerd in 1882 door de City and Builds Institute en als rector en hoogleraar natuurkunde zou Thompson dertig jaar lang (1885-1915) verbonden zijn aan deze instelling.
Thompson beschikte over de persoonlijke eigenschap om technisch moeilijke vraagstukken op een eenvoudige en interessante wijze uit te leggen, zowel in woord als schriftelijk. Hij bezocht en gaf zelf lezingen aan de Royal Institution. In 1891 werd hij gekozen tot Fellow van de Royal Society en in 1894 lid van de Koninklijke Zweedse Academie van Wetenschappen.
Op de dag dat de ontdekking van röntgenstraling in Groot-Brittannië bekend werd gemaakt herhaalde hij Röntgens experiment. Op 30 maart 1896 gaf hij een eerste publieke demonstratie van deze onzichtbare straling op de Clinical Society of London. Datzelfde jaar gaf hij er een Royal Institution kerstlezing over getiteld: Light, Visible and Invisible. Later werd Thompson de eerste voorzitter van de Röntgen Society (het tegenwoordige British Institute of Radiology), opgericht in 1897.
Ook in de elektrotechniek was Thompson actief. In 1891 ontwikkelde hij het idee van een onderzeese telegraafkabel die de afstand van een elektrische puls kon vergroten en dus de snelheid verhoogde waarmee wooƒrden via de telegraafkabel werden verzonden. Zijn ontwerp was het tegengaan van ontlading van de elektrische energie door de aardleiding onderdeel uit te laten maken van de interne elektrische structuur van de kabel (vergelijkbaar met hedendaagse coaxkabels).

## Literaire werken
Thompson schreef vele boeken met een (elektro)technische inslag, zoals het populaire werk Elementary Lessons in Electricity and Magnetism (1890), alsmede Dynamo Electrical Machinery (1896) en het klassieke Calculus Made Easy (1910). Verder schreef hij biografieën over Michael Faraday, Lord Kelvin en Philipp Reis.
Hij schreef over William Gilbert, de lijfarts van koningin Elizabeth, en gaf in 1910 een vernieuwde herdruk uit van Gilberts werk De Magnete. In 1912 publiceerde hij de eerste Engelse vertaling van Christiaan Huygens’ werk Traité de la lumière onder de titel Treatise on Light (Verhandeling over licht).
Zijn wetenschappelijke bibliotheek van historische boeken wordt bewaard door het Institution of Electrical Engineers (IEE). Het omvat vele klassieke werken over elektriciteit, magnetisme en optica. De collectie beslaat 900 zeldzame werken en 2500 negentien- en twintigeeuwse titels, met ongeveer 200 handgeschreven brieven.